# Hans Carl von Carlowitz

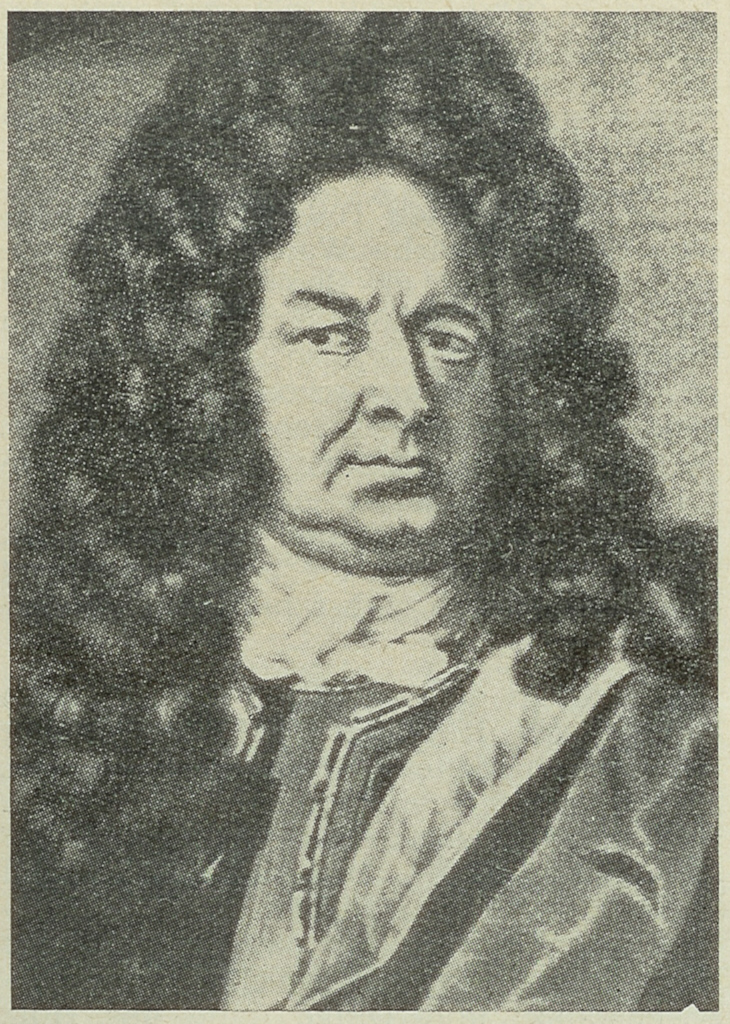
Porträt von Hans Carl von Carlowitz

Hans Carl von Carlowitz, eigentlich Johann „Hannß“ Carl von Carlowitz, (* 14. Dezemberjul. / 24. Dezember 1645greg. in Oberrabenstein; † 3. März 1714 in Freiberg) war ein deutscher Kameralist, königlich-polnischer und kurfürstlich-sächsischer Kammer- und Bergrat sowie Oberberghauptmann des Erzgebirges. Er schrieb mit der Sylvicultura oeconomica, oder haußwirthliche Nachricht und Naturmäßige Anweisung zur wilden Baum-Zucht (1713) das erste geschlossene Werk über die Forstwirtschaft und gilt als wesentlicher Schöpfer des forstlichen Nachhaltigkeitsbegriffs.

## Leben

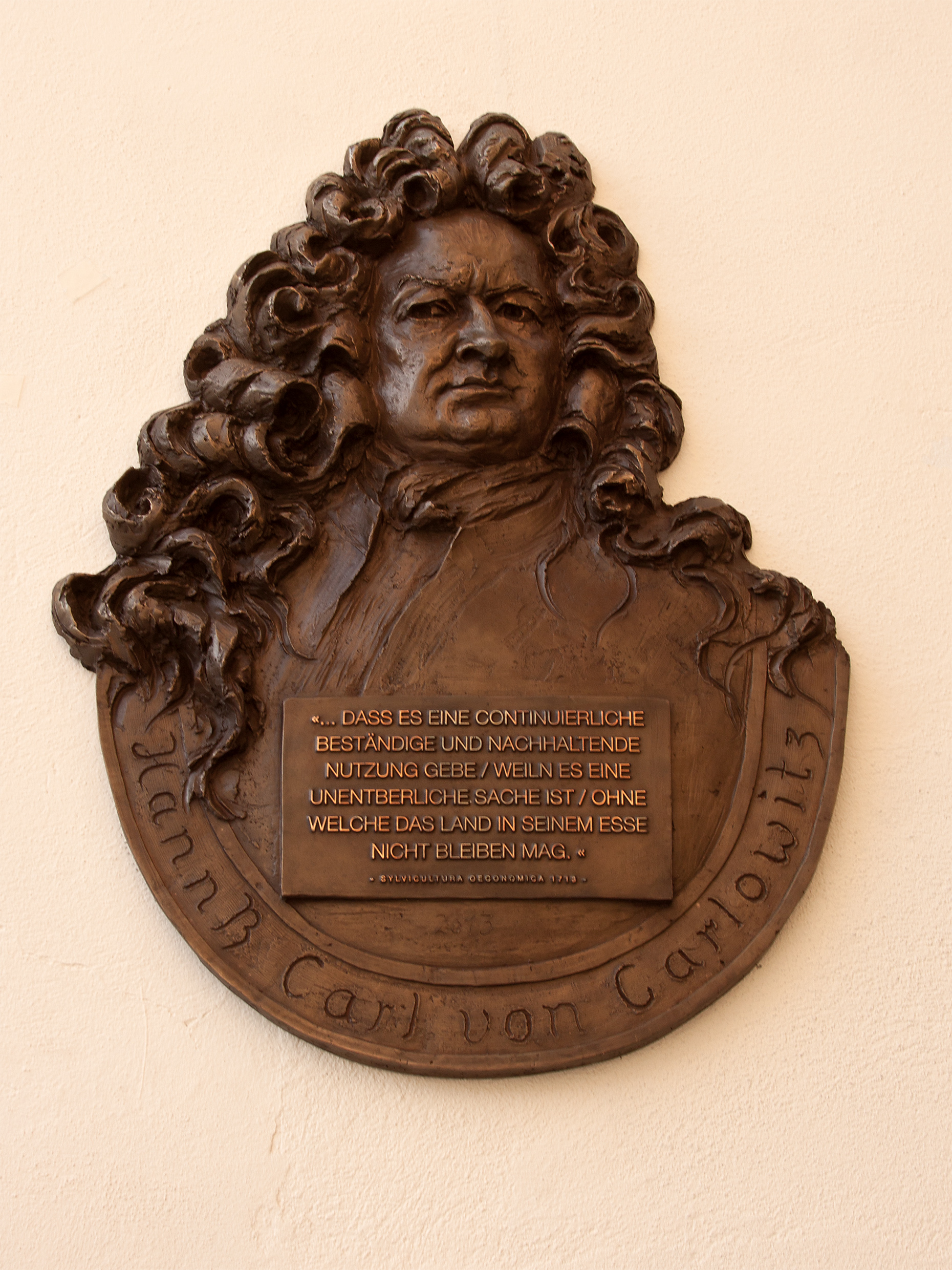
Gedenktafel in Freiberg

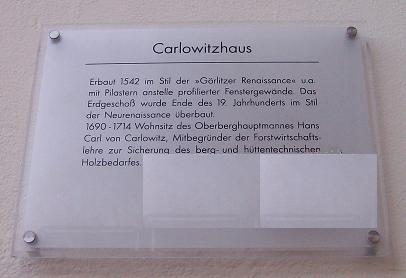
Hinweistafel am Carlowitzhaus in Freiberg

Hans Carl von Carlowitz wurde als zweitältester Sohn (von insgesamt 16 Kindern) in die vierte Generation der auf Burg Rabenstein lebenden Carlowitzens geboren. Sein Vater war der kursächsische Oberforstmeister Georg Carl von Carlowitz. Ab 1659 besuchte Hans das Evangelisch-Lutherische Stadtgymnasium zu Halle, welches stark vom damaligen Geist des Humanismus geprägt war. Die Familie von Carlowitz war Teil des sächsischen Uradels und bereits seit mehreren Generationen mit der Verwaltung von Wäldern im sächsischen Erzgebirge befasst.
Von Carlowitz studierte 1664/1665 Rechts- und Staatswissenschaften an der Universität Jena, lernte Fremdsprachen und widmete sich naturwissenschaftlichen und bergbaukundlichen Studien. Während seiner Kavalierstour von 1665 bis 1669 sah er den Großen Brand von London und musste unverschuldet kurze Zeit in einem Londoner Gefängnis verbringen, da die Untersucher von Brandstiftung ausländischer Agenten ausging. Von Carlowitz reiste weiter durch ganz Europa; u. a. besuchte er Frankreich, die Niederlande, Dänemark, Schweden, Italien und Malta. Auf seiner Reise lernte von Carlowitz, dass Holz im Europa des 17. Jahrhunderts ein knapper Rohstoff war. In London war kurz zuvor das Buch Sylva von John Evelyn erschienen; 1669 erließ König Ludwig XIV. in Frankreich ein modernes Waldgesetz. Auf die Erfahrungen und Erkenntnisse seiner Kavalierstour griff von Carlowitz später in seiner Sylvicultura oeconomica zurück.
1677 wurde er zum sächsischen Vize-Berghauptmann ernannt und wirkte seitdem in Freiberg.
Im Jahre 1711 wurde er zum Oberberghauptmann des Erzgebirges ernannt. Als Leiter des Oberbergamtes Freiberg lag unter anderem die Holzversorgung des kursächsischen Berg- und Hüttenwesens in seiner Zuständigkeit. Der immense Holzbedarf als Baumaterial und Brennstoff unter Tage und zur Verhüttung machte eine planvolle, nachhaltige Bewirtschaftung dieser Ressource notwendig.
Ein Jahr nach der Veröffentlichung seines bedeutenden Werkes Sylvicultura oeconomica starb von Carlowitz am 3. März 1714 in Freiberg und wurde zehn Tage später im Familiengrab in der Stadtkirche St. Petri beigesetzt.

## Familie
Im Jahr 1675 heiratete Hans Carl von Carlowitz Ursula Margaretha von Bose, die älteste Tochter von Christoph Dietrich von Bose. Die Familie zog 1690 nach Freiberg, nachdem ihr geerbtes Anwesen in Arnsdorf nach einem Blitzeinschlag abgebrannt war. (Das Haus am Freiberger Obermarkt 10 existiert noch heute).
Aus dieser Ehe überlebten drei Töchter:
- Ursula († 2. Juni 1746)
- Charlotte Marie († 22. März 1734) ⚭ Georg Wolf I. von Tümpling (* 2. Mai 1672; † 1. Dezember 1732) (Eltern von Georg Wolf von Tümpling)
- Johanne Magdalene († 24. Februar 1729) ⚭ 1715 Ludwig Gustav von Carlowitz (* 1678; † 10. Mai 1730) auf Liebenau, Oberstleutnant[8]

Da er das Gut Arnsdorf als Mannlehen nicht an seine Töchter vererben konnte, verkaufte er es ihnen, was nach sächsischem Recht möglich war. So konnten diese am 18. Dezember 1710 belehnt werden. Johanne Magdalene verkaufte ihren Anteil 1727 an ihre Schwestern. Nach dem Tod von Charlotte Marie fiel ihre Hälfte an die Tümplings, die nach dem Tod von Ursula auch den Rest von Arnsdorf erbten.

## Bedeutung

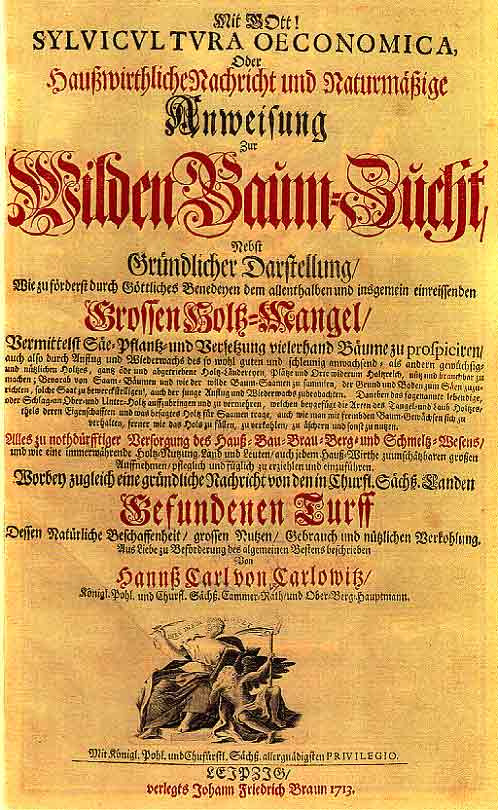
Titelblatt der Sylvicultura oeconomica, oder haußwirthliche Nachricht und Naturmäßige Anweisung zur wilden Baum-Zucht von 1713

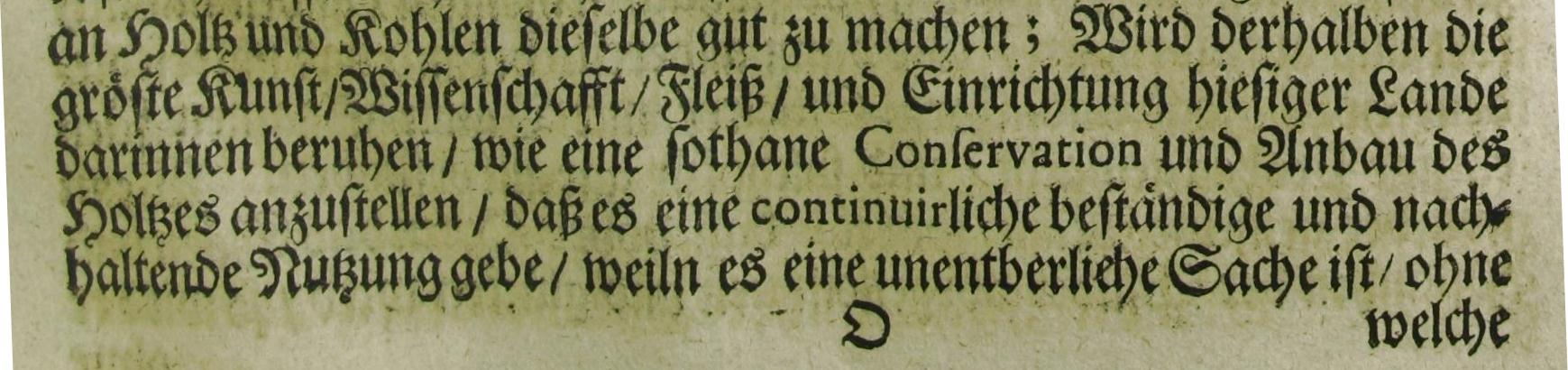
Zitat „nachhaltende Nutzung“ auf S. 105 der Sylvicultura Oeconomica, Oder Haußwirthliche Nachricht und Naturmäßige Anweisung Zur Wilden Baum-Zucht von 1713

Bedeutung erlangte Carlowitz als Verfasser des ersten eigenständigen Werkes über die Forstwirtschaft, Sylvicultura oeconomica, oder haußwirthliche Nachricht und Naturmäßige Anweisung zur wilden Baum-Zucht (1713). In seinem Werk fasste er das im Dreißigjährigen Krieg verringerte forstliche Wissen seiner Zeit zusammen, erweiterte es durch eigene Erfahrungen und formulierte erstmals das Prinzip der forstwirtschaftlichen Nachhaltigkeit: 

„Wird derhalben die gröste Kunst / Wissenschafft / Fleiß / und Einrichtung hiesiger Lande darinnen beruhen / wie eine sothane Conservation und Anbau des Holtzes anzustellen / daß es eine continuirliche beständige und nachhaltende Nutzung gebe / weiln es eine unentberliche Sache ist / ohne welche das Land in seinem Esse [im Sinne von Wesen, Dasein, d. Verf.] nicht bleiben mag.“

Von Carlowitz schrieb sein Buch in einer Zeit der Energiekrise. Die Erzgruben und Schmelzhütten des Erzgebirges (damals eines der größten Montanreviere Europas) mussten mit viel Holz als Energiequelle versorgt werden. Zudem trugen das Bevölkerungs- und Städtewachstum stark zur „Holznot“ bei. Ein geregelter Waldbau sowie Gesetze, Ökostandards oder Zertifizierungen zur Aufforstung existierten nicht.
Von Carlowitz forderte, respektvoll und „pfleglich“ mit der Natur und ihren Rohstoffen umzugehen, und kritisierte den auf kurzfristigen Gewinn ausgelegten Raubbau der Wälder. Obwohl das Wort „nachhaltend“ in seinem 432-seitigen Buch nur einmal vorkommt, gilt von Carlowitz als Schöpfer des Begriffes „Nachhaltigkeit“.
Der vollständige Titel des Werkes lautet: „Sylvicultura Oeconomica, oder haußwirthliche Nachricht und Naturmäßige Anweisung zur Wilden Baum-Zucht, nebst Gründlicher Darstellung, wie zuförderst durch Göttliches Benedeyen dem allenthalben und insgemein einreissenden Grossen Holtz-Mangel, vermittelst Säe-Pflantz- und Versetzung vielerhand Bäume zu prospicieren, auch also durch Anflug und Wiederwachs des so wohl guten und schleunig anwachsend, als anderen gewüchsig und nützlichen Holtzes, ganz öde und abgetriebene Holtz-Ländereyen, Plätze und Orte wiederum Holzreich, nütz und brauchbar zu machen; Bevorab von Saam-Bäumen und wie der wilde Baum-Saamen zu sammeln, der Grund und Boden zum Säen zuzurichten, solche Saat zu bewerckstelligen, auch der junge Anflug und Wiederwachs zu beachten. Daneben das sogenannte lebendige, oder Schlag-an Ober- und Unter-Holz auffzubringen und zu vermehren, welchen beygefügt die Arten des Tangel- und Laub Holzes, thels deren Eigenschafften und was besagtes Holtz für Saamen trage, auch wie man mit frembden Baum-Gewächsen sich zu verhalten, ferner wie das Holz zu fällen, zu verkohlen, zu äschern und sonst zu nutzen. Alles zu nothdürfftiger Versorgung des Hauß-Bau-Brau-Berg- und Schmeltz-Wesens, und wie eine immerwährende Holtz-Nutzung, Land und Leuten, auch jedem Hauß-Wirthe zu unschätzbaren großen Auffnehmen, pfleglich und füglich zu erzielen und einzuführen, worbey zugleich eine gründliche Nachricht von den in Churfl. Sächß. Landen Gefundenen Turff Dessen Natürliche Beschaffenheit, grossen Nutzen, Gebrauch und nützlichen Verkohlung Aus Liebe zu Beförderung des algemeinen Bestens beschrieben“

## Hans-Carl-von-Carlowitz-Preis
Für herausragende Leistungen im Bereich der Umweltforschung an der Technischen Universität (TU) Bergakademie Freiberg hat der Verein der Praxis-Partner des dortigen Interdisziplinären Ökologischen Zentrums (IÖZ) den Hans-Carl-von-Carlowitz-Preis gestiftet, der seit 2003 vergeben wird. Mit dem Preis sollen herausragende Arbeiten von Studenten und Nachwuchswissenschaftlern sowie das Wirken des Hans Carl von Carlowitz gewürdigt werden.
Preisträger
- 2003 – Myra Sequeira und Peter-Frederik Brenner
- 2004 – Sophia Schröter und Franziska Müller-Langer
- 2005 – Katja Bunzel
- 2006 – Beate Böhme
- 2007 – Katja Klemm
- 2008 – Pierre Schmieder und Katja Heinke
- 2009 – Annekatrin Schmukat
- 2010 – Tatsiana Piliptsevich
- 2011 – Marc Lüpfert
- 2012 – Susan Ehinger
- 2013 – Lisa Bittner
- 2015 – Cindy Klink
- 2016 – Sophie von Fromm
- 2017 – Julia Becher
- 2018 – Lucas Pereira
- 2019 – Hannah Gebhardt
- 2020 – Valentin Gartiser

Die „Sächsische Hans-Carl-von-Carlowitz-Gesellschaft zur Förderung der Nachhaltigkeit“ verleiht unter dem Titel Hans-Carl-von-Carlowitz-Nachhaltigkeitspreis eine Auszeichnung an Personen, die in Politik, Wirtschaft und Gesellschaft nachhaltig wirken.

## Werke
- Sylvicultura oeconomica. Leipzig, Braun 1713 mit dem Zitat „nachhaltende Nutzung“ auf Seite 105 (Digitalisat der SLUB Dresden, Digitalisat der BSB München); Reprints: Freiberg, TU Bergakademie Freiberg und Akademische Buchhandlung 2000 (bearb. von Klaus Irmer und Angela Kießling), ISBN 3-86012-115-4; Remagen, Kessel Verlag 2012 (mit einer Einführung von Jürgen Huss und Friederike von Gadow), ISBN 978-3-941300-56-9
  - 2. Auflage: Leipzig, Braun 1732; Reprint: Remagen, Kessel Verlag 2009, ISBN 978-3-941300-19-4
- Harald Thomasius und Bernd Bendix: Sylvicultura oeconomica – Transkription in das Deutsch der Gegenwart, Verlag Kessel, Remagen-Oberwinter 2013, ISBN 978-3-941300-70-5, Leseprobe
- Joachim Hamberger (Hrsg.): Sylvicultura oeconomica oder Haußwirthliche Nachricht und Naturmäßige Anweisung zur Wilden Baum-Zucht, oekom verlag, München 2013, wissenschaftliche Edition, ISBN 978-3-86581-411-1